# Gerard Leeu

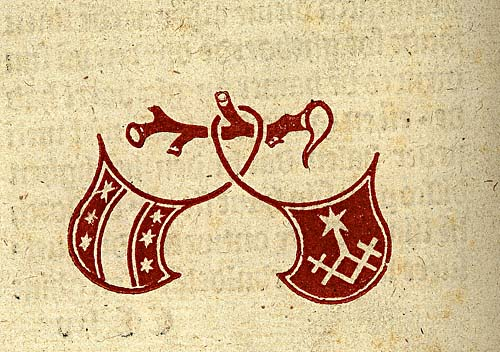
Die Druckermarke von Gerard Leeu

Gerard Leeu (auch Gheraert oder Geeraert Leeu; * zwischen 1445 und 1450 in Gouda; † 1492 in Antwerpen) war einer der erfolgreichsten und einflussreichsten niederländischen Buchdrucker der Inkunabelzeit.

## Leben und Wirken
Sein erstes Buch, ein liturgisches Werk, druckte Leeu 1477 in Gouda, wo er eine Offizin unterhielt und bis zum Jahr 1484 insgesamt 69 Drucke herausgab. Im Jahr 1484 verlegte er seine Werkstatt nach Antwerpen, wo er 1492 infolge einer Stichverletzung starb.
Leeu druckte volkssprachliche und lateinische Werke; letztere gab er zum Teil auch als niederländische Übersetzungen heraus. Drucke für den englischen Markt sind nachgewiesen. Er versah seine Bücher durchweg mit Holzschnittillustrationen. Seine Drucke wurden insbesondere nach 1480 über die Landesgrenzen hinweg vertrieben und im Norden Europas vielerorts nachgedruckt einschließlich ihrer Illustrationen.

## Druckwerke (Auswahl)
- Consolatio peccatorum, seu Processus Belial. 1481, Gouda (archive.org – Ausgabe der Koninklijke Bibliotheek, Nationale bibliotheek van Nederland)
- Dialogus creaturarum optime moralizatus (1480/1481, Gouda; 1486/1491, Antwerpen)
- Historie van reynaert die vos (1479, Gouda; 1487/1490, Antwerpen)
- Morticellarium aureum. Gerard Leeu, Antwerpen 1488 (urn:nbn:de:hbz:061:1-74260 – Ausgabe der Universitäts- und Landesbibliothek Düsseldorf)
- Historie van Meluzine, Antwerpen 1491. Meluzine : die erste niederländische Fassung (1491), herausgegeben von Rita Schlusemann, Stuttgart : S. Hirzel Verlag, 2022, ISBN 978-3-7776-2772-4